# 阿尔瓦拉特德拉里韦拉
阿尔瓦拉特德拉里韦拉，是西班牙瓦伦西亚自治区巴伦西亚省的一个市镇。总面积14平方公里，总人口3431人（2001年），人口密度245人/平方公里。